# 이만용 (1886년)
이만용(李萬用, 1886년 11월 20일(음력 10월 25일) ~ ?)은 대한제국과 일제강점기의 관료이다.

## 생애
어릴 때는 한학을 수학하였고, 대한제국 말기인 1906년에 세무주사를 선발하는 시험에 합격한 것을 계기로 관계에 들어섰다. 탁지부 세무주사로 임용되어 근무하였다. 1908년에 탁지부 재무서 전주재무감독국 산하인 여수재무서에서 9품 관리로 일하고 있었다.
1910년에 한일 병합 조약이 체결되어 조선총독부 소속 관리로 이동하였다. 전라북도 진안군 서기로 옮겼다가, 경상북도 청도군, 충청남도 부여군, 논산군 등지로 발령받았다.
논산군속이던 1923년 4월에 총독부 군수로 승진하여 충청남도 예산군 군수가 되었다. 이후 부여군과 청양군, 당진군 군수를 차례로 지내고 1931년에 퇴직하였다. 청양군수로 재직 중이던 1928년에 쇼와대례기념장을 받은 것을 비롯하여, 퇴관 직전인 1930년을 기준으로 종6위 훈6등에 서위되어 있었다.
2008년 민족문제연구소가 발표한 친일인명사전 수록예정자 명단 중 관료 부문에 포함되었다.

## 참고자료
- 이만용(李萬用) - 국사편찬위원회